# Orsidis acutipennis
Orsidis acutipennis là một loài bọ cánh cứng trong họ Cerambycidae.